# Las lanzas coloradas
Las lanzas coloradas es una novela del escritor venezolano Arturo Uslar Pietri, escrita en París entre 1929 y 1930 y publicada en 1931 en Madrid por la Editorial Zeus, en la cual relata un episodio de la guerra de independencia de Venezuela, cuando la región del llano fue asolada por el general realista José Tomás Boves. 
Se trata de una novela de prosa vanguardista, influenciada por el surrealismo y uno de los primeros ejemplos del realismo mágico latinoamericano. Para Vargas Llosa, se trata de la novela que abrió las puertas para el reconocimiento de la literatura hispanoamericana en el mundo.

## Sinopsis
El relato refleja el malogrado intento de Simón Bolívar de liberar la entonces Capitanía General de Venezuela de manos del poder español, aunque la figura del libertador no se hace presente más que de manera referencial.

## Estilo
A pesar de tratarse de una novela histórica, en Las lanzas coloradas Uslar utiliza una prosa rítmica, sensorial, que sumerge al lector en una especie de trance, que le permite revivir las acciones de los personajes y que evoca una consciencia como “un flujo irrepetible de experiencia difusa en el cual todas las fronteras claras del yo individual parecen estar sumergidas”.
 

Esta intención de evocar las profundidades de la consciencia o del inconsciente "se plasman en el popular inicio de la novela donde se establece un patrón rítmico con la aliteración de sonidos y la presencia de interjecciones:
¡Noche oscura! Venía chorreando el agua, chorreando, chorreando, como si ordeñaran el cielo. La luz era de lechuza y la gente del mentado Matías venía enchumbada hasta el cogollo y temblando arriba de las bestias. Los caballos planeaban, ¡zuaj! Y se iban de boca por el pantanero. El frío puyaba la carne, y a cada rato se prendía un relámpago amarillo, como el pecho de un Cristofué. ¡Y tambor y tambor y el agua que chorreaba!
El estilo en esta obra señalaba matices distintos a los de la prosa galleguiana. Se imponía en la obra de Uslar Pietri una prosa fuerte y cortada de vanguardia. Se trata de una técnica que ya había sido utilizada con anterioridad por Uslar en su primer libro de cuentos Barrabás y otros relatos, publicado en 1928.
Hay en Uslar una obsesión por las realidades míticas y alucinadas, que se enlaza con la relación del lenguaje, según Octavio Paz, con el “conjuro, el hechizo y otros procedimientos de la magia”.
Por esta razón se suele ver la novela como muy influenciado por “las técnicas y modalidades expresivas que les ofrece la vanguardia, particularmente el surrealismo, para proponer un nuevo concepto literario de lo real que parte de una reinvención de la Historia”.

Sin embargo, a pesar de la influencia del surrealismo, la realidad mágica de Las lanzas coloradas responde al intento de recuperar un lenguaje originario. Según las palabras del propio Uslar:
El surrealismo es un juego otoñal de una literatura aparentemente agotada. No sólo se quería renovar el lenguaje sino también los objetos. Se recurría a la incongruencia, a la contradicción, a lo escandaloso, a la búsqueda de lo insólito, para producir un efecto de asombro, un choque de nociones y percepciones incoherentes y un estado de trance o de sueño en el desacomodado lector. Era pintar relojes derretidos, jirafas incendiadas, ciudades sin nombres, y poner juntos las nociones y los objetos más ajenos y disparatados como el revólver de cabellos blancos, o el paraguas sobre la mesa del quirófano. En el fondo era un juego creador, pero sin duda un juego que terminaba en una fórmula artificial y fácil.
Para Gustavo Guerrero "el realismo mágico representaba, por el contrario, la revelación de un tipo de prodigio original que estaba del lado de las cosas y no de las palabras o las técnicas artísticas -era res y no verba-. Su autenticidad contrasta con la retórica surrealista y presupone una suerte de grado cero de la escritura y de la intención estética".
Para Uslar, "lo que era nuevo no era la imaginación sino la peculiar realidad existente y, hasta entonces, no expresada cabalmente (...) Nada inventó en el estricto sentido de la palabra, Asturias, nada Carpentier, nada Aguilera Malta, nada ninguno de los otros que no estuviera allí desde tiempo inmemorial, pero que, por algún motivo, había sido desdeñado".

## Legado
Las Lanzas Coloradas fue el primero libro hispanoamericano en ser publicado por la editorial francesa Gallimard, y representa una nueva forma de novelar que va a imponerse en la literatura latinoamericana. 
Según Mario Vargas Llosa, escritor peruano-español premio Nobel de Literatura, Las Lanzas Coloradas "abrió la puerta para lo que sería luego el reconocimiento de la novela latinoamericana en todo el mundo".
“Lanzas Coloradas” es una ópera rock hecha en Venezuela con libreto adaptado por Arturo Uslar Pietri. Esta producción discográfica contó con las voces de músicos de talento nacional como  Simón Díaz, quien  colaboro con el tema "Juego tragico". Hasta ahora, “Lanzas Coloradas” es la única pieza literaria de un reconocido escritor venezolana que ha sido adaptada a una ópera rock.